# Вільче-Ляскі
Вільче-Ляскі (пол. Wilcze Laski) — село в Польщі, у гміні Щецинек Щецинецького повіту Західнопоморського воєводства.
Населення — 440 осіб (2011).

## Демографія
Демографічна структура станом на 31 березня 2011 року:
|          | Загалом | Допрацездатний вік | Працездатний вік | Постпрацездатний вік |
| -------- | ------- | ------------------ | ---------------- | -------------------- |
| Чоловіки | 229     | 57                 | 162              | 10                   |
| Жінки    | 211     | 63                 | 124              | 24                   |
| Разом    | 440     | 120                | 286              | 34                   |